# Иньянгапи

Иньянгапи на карте штата.

Иньянгапи (порт. Inhangapi) — муниципалитет в Бразилии, входит в штат Пара. Составная часть мезорегиона Агломерация Белен. Входит в экономико-статистический микрорегион Кастаньял. Население составляет  10 037 человек на 2010 год. Занимает площадь 471,449 км². Плотность населения — 21,29 чел./км².

## Демография
Согласно сведениям, собранным в ходе переписи 2010 г. Национальным институтом географии и статистики (IBGE), население муниципалитета составляет:
| Полное население                               | Полное население                               | Полное население                               | Полное население                               | 10 037 |
| ---------------------------------------------- | ---------------------------------------------- | ---------------------------------------------- | ---------------------------------------------- | ------ |
| в том числе:                                   | Городское население                            | 2771                                           | Процент городского населения, %                | 27,61  |
|                                                | Сельское население                             | 7266                                           | Процент сельского населения, %                 | 72,39  |
|                                                | Мужское население                              | 5170                                           | Процент мужского населения, %                  | 51,51  |
|                                                | Женское население                              | 4867                                           | Процент женского населения, %                  | 48,49  |
| Плотность населения, чел/км²                   | Плотность населения, чел/км²                   | Плотность населения, чел/км²                   | Плотность населения, чел/км²                   | 21,29  |
| Население муниципалитета в % к населению штата | Население муниципалитета в % к населению штата | Население муниципалитета в % к населению штата | Население муниципалитета в % к населению штата | 0,13   |

По данным оценки 2015 года население муниципалитета составляет 11 053 жителя.

## Статистика
- Валовой внутренний продукт на 2003 год составляет 19 886 018,00 реалов (данные: Бразильский институт географии и статистики).
- Валовой внутренний продукт на душу населения на 2003 год составляет 2459,32 реалов (данные: Бразильский институт географии и статистики).
- Индекс развития человеческого потенциала на 2000 год составляет 0,678 (данные: Программа развития ООН).

## Важнейшие населенные пункты
| № | Населённый пункт | Населённый пункт (порт.) | Категория | Население чел. (2010) | На карте                       |
| - | ---------------- | ------------------------ | --------- | --------------------- | ------------------------------ |
| 1 | Иньянгапи        | Inhangapi                | город     | 2771                  | 1°25′48″ ю. ш. 47°54′36″ з. д. |